# Diferenční barvení textilií

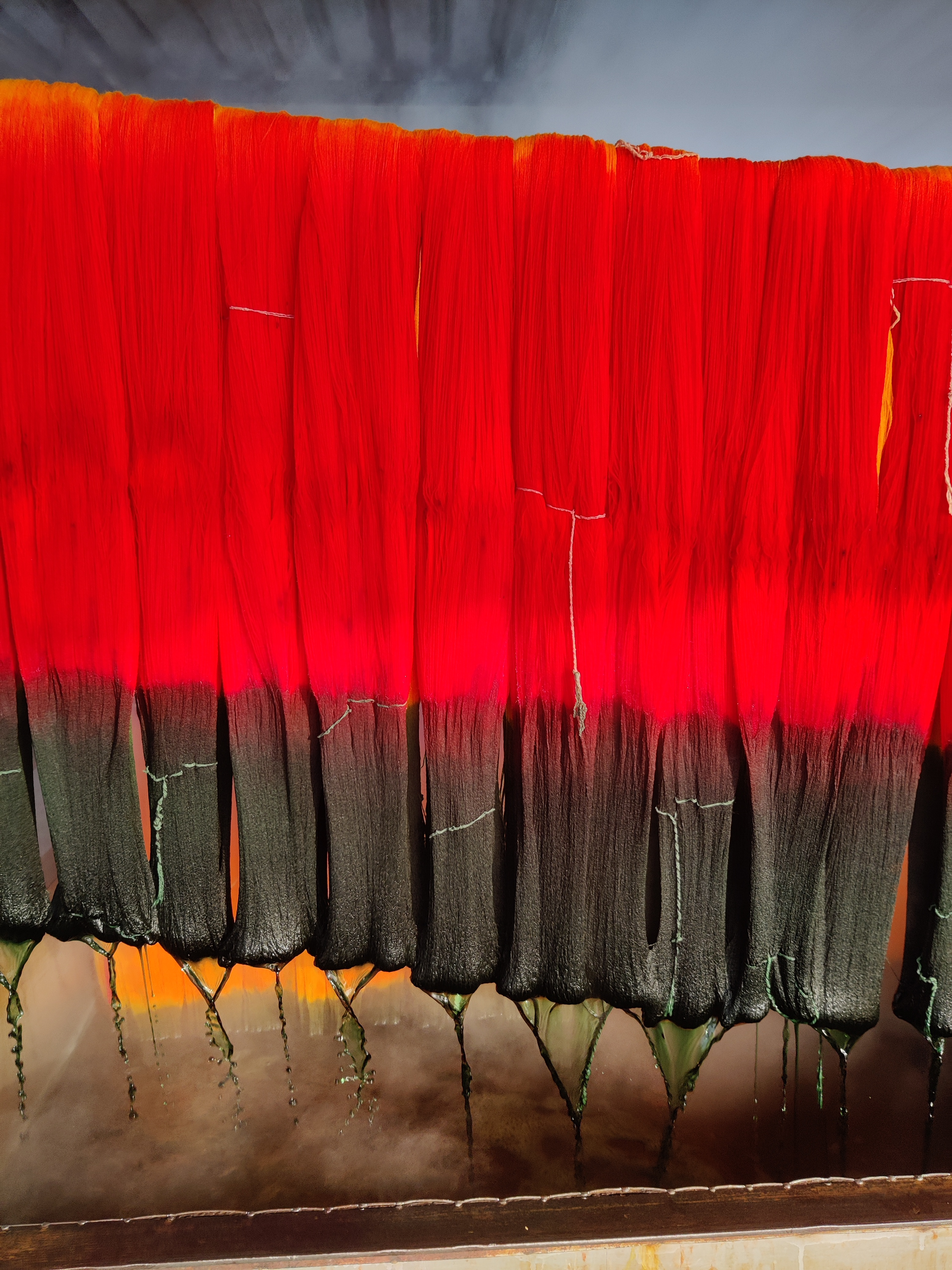
Příze diferenčně barvená na přadenech

Diferenční barvení (angl.: Differential-dyeing) je technologie barvení plošných textilií nebo příze ve více odstínech v jedné lázni.
Technologie se dá použít jen u vláken, jejichž chemická struktura je upravena tak, že reagují rozdílně na určitá barviva. Barví se tak hlavně příze z polyamidových vláken (kopolymery), u kterých se dá dosáhnout proměnlivost afinity ke kyselým barvivům změnami aminové koncové skupiny od nulového příjmu barviva až po tmavé odstíny barev. Známé je však také barvení akrylových, polyesterových a polypropylenových textilií (tzv. cross dyeing) a pokusy s barvením bavlny a vlny.
V praxi se tato technologie nejčastěji uplatňuje u přízí, které se všívají do vlasových koberců.